# William Niskanen
William Arthur Niskanen (13. března 1933 Bend – 26. října 2011 Washington, D.C.) byl americký ekonom označovaný za jednoho z architektů ekonomického programu prezidenta Ronalda Reagana. Významně přispěl k rozvoji teorie veřejné volby. Byl také dlouholetým předsedou libertariánského think-tanku Cato Institute.

## Vzdělání
Bakalářský titul získal Niskanen v roce 1954 na Harvardu. Postgraduální studium ekonomie absolvoval na Chicagské universitě, kde byl jeho učitelem Milton Friedman a další prominentní ekonomové, kteří se později podíleli na revoluci v ekonomii, veřejné politice a právu prostřednictvím idejí později známých pod souhrnným označením chicagská ekonomická škola. Magisterský titul obdržel Niskanen v roce 1955 a doktorát v roce 1962. Ve své disertační práci se věnoval ekonomii prodeje alkoholických nápojů.

## Do Washingtonu
Po odchodu z Chicaga nastoupil roku 1957 Niskanen jako analytik obranné politiky do RAND Corporation, kde využil své dovednosti v oblasti ekonomického a matematického modelování k analýze a vylepšování armádní efektivity. Mezi jeho úspěchy patří vývoj čtyřsetřádkového modelu lineárního programování transportního systému Air Force. Programátorem tohoto modelu byl mladý William Sharpe, pozdější laureát Nobelovy ceny za ekonomii.
Díky své práci v RAND byl Niskanen jmenován nastupující Kennedyho administrativou do funkce ředitele zvláštních studií v kanceláři ministra obrany Spojených států. Zde se stal jedním z původních pentagonských „whiz kids“ ministra obrany Roberta McNamary, kteří používali statistickou analýzu k vyhodnocování operací ministerstva obrany.
Během svého působení v Pentagonu zažíval Niskanen rozčarování politickým vedením národa. Později prohlašoval, že prezident a jiní představitelé výkonné moci veřejnosti „pravidelně […] lhali“. Často žertem zmiňoval, že toto rozčarování jej občas přimělo pochybovat, zda Spojené státy skutečně roku 1969 přistály na měsíci.
Po svém odchodu z ministerstva obrany roku 1964 se Niskanen stal ředitelem divize programové analýzy v Institutu obranných analýz (Institute for Defense Analyses). V roce 1972 se vrátil do veřejné sféry jako náměstek kanceláře pro management a rozpočet. Vlivem jeho kritiky Nixonovy administrativní politiky však jeho zdejší působení nemělo dlouhého trvání.

## Akademická sféra
V roce 1972 Niskanen opustil Washington a vrátil se do akademického světa. Stal se profesorem ekonomie na Kalifornské univerzitě v Berkeley, kde zůstal až do roku v 1975, kdy se stal hlavním ekonomem Ford Motor Company. Během té doby pomáhal založit v Berkeley vysokou školu veřejné politiky. Také se seznámil s tehdejším kalifornským guvernérem Ronaldem Reaganem, který jej jmenoval členem pracovní skupiny pro státní ekonomiku.
Poté, co byl roku 1980 propuštěn z Fordu (viz níže), zamířil Niskanen zpět do akademické sféry, tentokrát na UCLA.

## Ford Motor Company
V roce 1975 byl Niskanen jmenován hlavním ekonomem u Ford Motor Company pod předsedou Henrym Fordem II a prezidentem Lee Iacoccou. Brzy se stal kritickým k Fordově firemní kultuře a jeho neschopnosti následovat spotřebitelské trendy, jako byla poptávka spotřebitelů po úspornějších vozech kvůli rostoucím cenám benzinu v 70. letech vlivem omezení dodávek ropy ze strany OPEC.
Zahraniční výrobci automobilů, zejména Japonci, rychle využili poptávky amerických spotřebitelů po vozidlech s nižší spotřebou paliva a v 70. letech 20. století získávali rostoucí podíl na americkém trhu. Ford odpověděl tím, že požádal vládu USA o zavedení dovozních kvót na japonská auta. Niskanen coby obhájce volného obchodu interně protestoval proti této politice. Tvrdil, že Ford musí zlepšit své produkty s ohledem na spotřebitelskou poptávku. V reakci na tuto kritiku Ford Niskanena v roce 1980 propustil.

## Reaganova administrativa
Niskanen však nebyl bez práce dlouho. Nastupující prezident Ronald Reagan jej jmenoval do své Rady ekonomických poradců, která odpovídala za vedení a analýzu ekonomického výzkumu a informovala o nich složky výkonné moci. Jmenování bylo překvapivé vzhledem k Niskanenovým vyhraněným názorům na rozpočtové deficity a vojenské výdaje, které byly v rozporu s Reaganovou politikou.
Niskanenův přímočarý způsob vyjadřování jak uvnitř Rady, tak i mimo ni občas působil problémy. V projevu před skupinou žen v roce 1984 poznamenal, že k rozdílům v odměňování pohlaví přispívá výchova dětí a s ní spojené přerušení pracovního poměru u žen. Přestože je toto vysvětlení v dnešní době široce přijímáno a empiricky prokázáno, roku 1984 byla tato Niskanenova poznámka odsouzena mimo jiné ze strany demokratického prezidentského kandidáta Waltera Mondala, který o ní prohlásil, že ilustruje nedostatek respektu Reaganovy administrativy k ženám.
Následujícího roku vedl další z Niskanenových přímých komentářů k jeho odchodu z Reaganovy administrativy. Během vyjednávání o zákonu, který se nakonec stal zákonem o daňové reformě z roku 1986, kritizoval Niskanen interně administrativní návrh, který vypracovalo ministerstvo financí pod vedením ministra Donalda Regana. Prezidentu Reaganovi řekl před Reganem, že návrh je „něco, co by mohl milovat Walter Mondale." Regana tento komentář urazil a poté, co se stal vedoucím Reaganovy kanceláře, zablokoval Niskanenův postup do čela Rady ekonomických poradců v návaznosti na návrat Martina Feldsteina na Harvard. Niskanen dále zůstal po krátkou dobu jako řadový člen, poté ale z Rady odstoupil. Niskanen později ve své knize Reaganomics označil Regana za „věž z želé".

## Cato Institute
Po odchodu z Reaganovy administrativy se Niskanen připojil k libertariánskému Cato Institutu, kde působil od roku 1985 do roku 2008 coby předseda správní rady a byl zde také aktivním politickým odborníkem. Od roku 2008 až do své smrti v roce 2011 byl emeritním předsedou Cato.
V březnu roku 2012 vznikl spor mezi Charlesem a Davidem Kochovými a vdovou po Williamu Niskanenovi, Kathryn Washburnovou, o Niskanenův vlastnický podíl v Cato.

## Odborné příspěvky
Niskanen významně přispěl k teorii veřejné volby – oboru ekonomie a politické vědy, který zkoumá chování politiků a dalších vládních činitelů. Veřejná volba odmítla tradiční názor, že tito agenti jsou motivováni nezištným zájmem konat veřejné blaho a místo toho je považuje za agenty motivované zájmem vlastním, stejně jako ostatní. Niskanenovým hlavním příspěvkem k teorii veřejné volby pak byl model maximalizace rozpočtu, tj. představa, že byrokraté se budou snažit maximalizovat rozpočet a autoritu svého resortu. Tuto teorii představil v roce 1971 v knize Bureaucracy and Representative Government.

### Publikace
Niskanen je autorem několika knih, akademických článků a esejů o vládě a politice. Jeho nejznámějším dílem, publikovaným v roce 1971, je Bureaucracy and Representative Government. Kniha měla značný dopad na veřejný sektor a vystavila silné kritice oblast veřejné správy v duchu Byrokracie Ludwiga von Misese. Po dlouhou dobu byla nedostupná, byla ale znovu vydána spolu s několika dalšími eseji např. William Niskanen, Bureaucracy and Public Economics (Cheltenham, UK: Edward Elgar, 1994). Dalším z jeho známých děl je kniha Reaganomics z roku 1988, která popisuje jak navenek prezentovanou, tak zákulisní politiku Reaganova politického programu. Lou Cannon, sloupkař Washington Post a autor biografie President Reagan: The Role of a Lifetime, popsal knihu jako „definitivní a pozoruhodně objektivní shrnutí administrativních ekonomických politik.”
Niskanenovou poslední knihou byla Reflections of a Political Economist (2008). Jedná se o sbírku esejů a recenzí knih o veřejné politice a ekonomických tématech a slouží jako intelektuální biografie.

## Niskanen Center
V roce 2014 založil bývalý seniorní člen Cato Institutu Jerry Taylor spolu s dalšími nový think-tank, jenž pojmenoval Niskanen Center na počest Williama Niskanena. Think-tank se zpočátku identifikoval jako libertariánský, stejně jako Niskanen, avšak později se začal označovat za středový. Na rozdíl od Cato Institutu, který se snaží oslovovat laiky, cílí Niskanen Center na washingtonské insidery.

## William Niskanen v Praze
V roce 2008 přijel William Niskanen do Prahy na pozvání Liberálního institutu, od kterého obdržel výroční cenu „za přínos k rozvoji liberálního myšlení a naplňování idejí svobody, soukromého vlastnictví, konkurence a vlády zákona v praxi“. Tématem jeho výroční přednášky byla „Vládní regulace a jejich důsledky“.
Na Vysoké škole ekonomické také obdržel čestný doktorát. Při této příležitosti s ním udělal rozhovor český ekonom Lukáš Kovanda. Rozhovor poskytl taktéž Ivaně Pečinkové v Hospodářských novinách.
Po Niskanenově úmrtí napsal článek o jeho díle a životě tehdejší český europoslanec Edvard Kožušník.